# Hayato Sasaki
Hayato Sasaki (født 29. november 1982) er en japansk fodboldspiller.
Han har spillet for flere forskellige klubber i sin karriere, herunder Montedio Yamagata, Gamba Osaka, Vegalta Sendai, Kyoto Sanga FC og Tochigi SC.